# Selva trágica (pel·lícula de 2020)
Selva trágica (en anglès Tragic Jungle i en maia K'áaxil le sajakil) és una pel·lícula mexicana de suspens i drama de 2020, escrita i dirigida per la guardonada directora Yulene Olaizola, fotografiada per Sofia Oggioni i protagonitzada per Indira Rubie Andrewin, Eligio Meléndez i Gabino Rodríguez. La cinta es va estrenar a través de la plataforma de Netflix el 9 de juny de 2021.

## Sinopsi
Any 1920, a la frontera entre Mèxic i Belize, al profund de la jungla maia, en un territori sense llei on abunden els mites, un grup de treballadors mexicans de la cautxú es creua amb Agnes, una misteriosa jove beliceña. La seva presència incita a la tensió entre els homes, despertant les seves fantasies i desitjos. Plens de nou vigor, afronten el seu destí, sense saber que han despertat a Xtabay, un ésser llegendari que aguaita en el cor de la jungla.

## Reparto
- Indira Rubie Andrewin - Agnes / Xtabay.
- Eligio Meléndez - Don Mundo.
- Lázaro Gabino Rodríguez - El Caimán.
- iGilberto Barraza - Ausencio.
- Gildon Roland - Gildon.
- Dale Carley - Cacic
- Mariano Tun Xool - Jacinto.

## Rodatge
La pel·lícula es va filmar en la selva de Chetumal, Quintana Roo, prop de la frontera amb Belize. Alguns dels actors utilitzats en la cinta no havien actuat mai, i això segons la directora, per a crear un ambient de realisme i espontaneïtat en les actuacions.

## Premis
Festival Internacional de Cinema de Varsòvia
| Any  | Categoria         | Resultat   |
| ---- | ----------------- | ---------- |
| 2020 | Free Spirit Award | Guanyadora |

Festival Internacional de Cinema de Viena
| Any  | Categoria                    | Resultat   |
| ---- | ---------------------------- | ---------- |
| 2020 | Standard Reader's Jury Prize | Guanyadora |

77a Mostra Internacional de Cinema de Venècia
| Any  | Categoria                    | Resultat   |
| ---- | ---------------------------- | ---------- |
| 2020 | Sorriso Divers Venezia Award | Guanyadora |
| 2020 | Venice Horizons Award        | Nominada   |

Festival Internacional de Cinema de Sant Sebastià 2020
| Any  | Categoria       | Resultat |
| ---- | --------------- | -------- |
| 2020 | Premi Horizonts | Nominada |

Festival Internacional de Cinema de Mar del Plata
| Any  | Categoria                          | Resultat   |
| ---- | ---------------------------------- | ---------- |
| 2020 | Premi FIPRESCI                     | Guanyadora |
| 2020 | Millor pel·lícula Llatinoamericana | Nominada   |